# Mihály Fülöp
Mihály Fülöp (* 10. April 1936 in Budapest; † 26. September 2006 ebenda) war ein ungarischer Florettfechter.

## Erfolge
Mihály Fülöp gewann bei Weltmeisterschaften zunächst 1955 in Rom mit der Mannschaft die Silbermedaille, ehe er mit ihr 1957 in Paris Weltmeister wurde. Auch im Einzel gelang ihm der Titelgewinn. 1959 folgte in Budapest eine Bronzemedaille im Mannschaftswettbewerb. Er nahm zweimal an Olympischen Spielen teil. Bei den Olympischen Spielen 1956 in Melbourne erreichte er mit der ungarischen Equipe die Finalrunde, in der sie gegen Frankreich und Italien das Nachsehen hatte. Das Gefecht um die Bronzemedaille entschied die Mannschaft, die neben Fülöp noch aus Endre Tilli, József Gyuricza, József Marosi, József Sákovics und Lajos Somodi bestand, gegen die Vereinigten Staaten mit 9:5 für sich. In der Einzelkonkurrenz schied er in der ersten Runde aus. 1960 in Rom verpasste er als Vierter mit der Mannschaft knapp einen weiteren Medaillengewinn. Im Einzel erreichte er die Halbfinalrunde, in der er als Vierter seiner Gruppe knapp den Einzug in die Finalrunde nicht schaffte.